# Аморфофаллус
Аморфофаллус (лат. Amorphophallus — от др.-греч. ἄμορφος, «бесформенный», и др.-греч. φαλλός, «фаллос») — род семейства Ароидные (Araceae), включает более 170 тропических и субтропических клубневых растений.
Аморфофаллус титанический имеет крупнейшее в мире соцветие, которое может достигать высоты 2,5 м и ширину 1,5 м. На втором месте — Аморфофаллус гигас, который выше, но имеет несколько меньший цветок.
Многие ботаники считают, что цветок аморфофаллуса титанического обладает самым неприятным запахом среди всех растений — смесью из тухлых яиц и рыбы.

## Распространение
Аморфофаллус является типичным равнинным растением, растёт в тропических и субтропических зонах, от Западной Африки до тихоокеанских островов: тропическая и южная Африка, Мадагаскар, Китай, Япония, Тайвань, Индия, Бангладеш, Непал, Шри-Ланка, Андаманские острова, Лаос, Камбоджа, Мьянма, Никобарские острова, Таиланд, Вьетнам, Борнео, Ява, Молуккские острова, Филиппины, Малайзия, Сулавеси, Суматра, Новая Гвинея, Малые Зондские острова, Фиджи, Самоа, а также в Австралии: Северная территория, Квинсленд.
Большинство видов аморфофаллуса являются эндемиками. Они растут преимущественно на нарушенных участках, таких, как вторичные леса, встречаются также на скалах (на известняковой почве) и в сорных местах.

## Биологическое описание

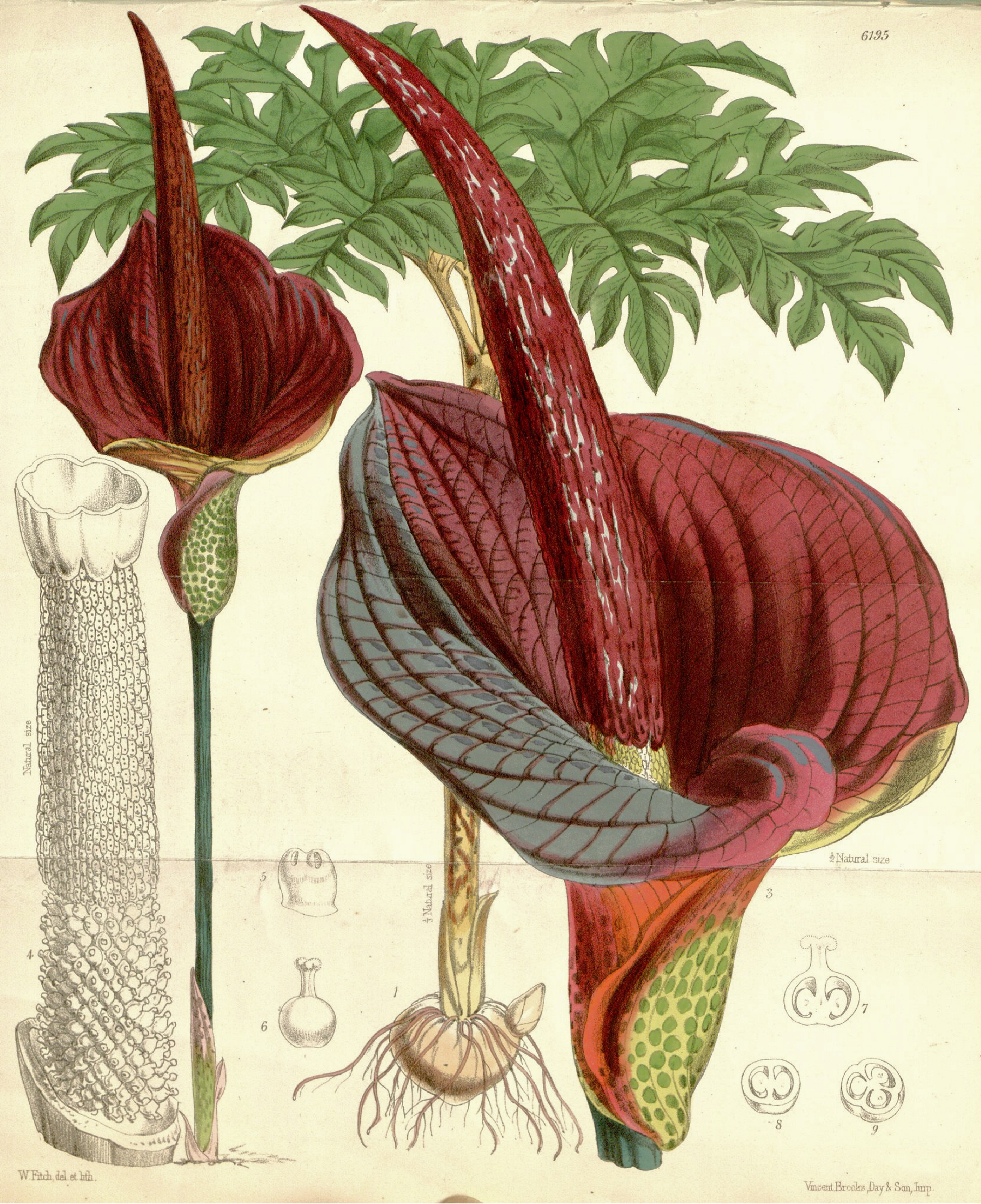
Аморфофаллус коньяк

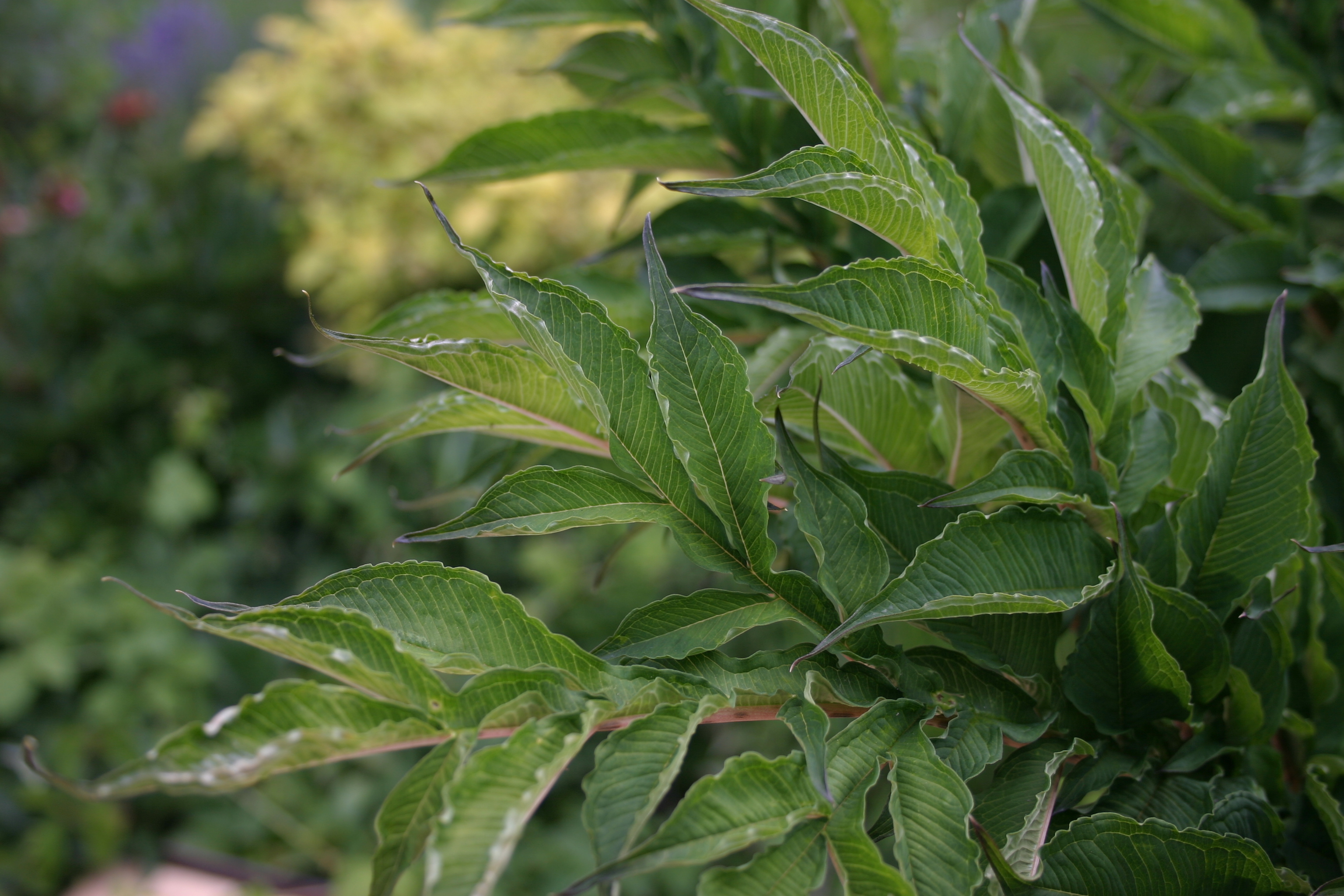
Аморфофаллус коньяк, листья

Эти растения бывают разных размеров — от маленьких до гигантских. Растут из подземных клубней размером с грейпфрут и весом около 5 кг, некоторые из корневищ или столонов. У этих растений имеется период покоя, некоторые из них — вечнозелёные травы.
Клубень сжато-шаровидной формы, иногда неравномерно цилиндрически удлинённый, реповидной или конусовидной формы.

### Листья
Из верхней части клубня растёт единственный лист (изредка два-три), который может достигать нескольких метров в ширину. Лист держится один вегетационный период, в каждом следующем году он вырастает несколько выше и становится более рассечённым, чем в предыдущем году. Черешки длинные, гладкие, изредка шероховатые, иногда очень толстые, иногда с очень заметными пятнами и крапинками. Влагалища очень короткие. Листовая пластинка трёхраздельная. Первичные сегменты перисторассечённые, дважды перисторассечённые или дихотомично рассечённые; вторичные и третичные подразделения перисторассечённые и перистораздельные. Окончательные листочки от продолговато-овальных до линейных, заострённые, нисходящие. Первичные боковые жилки окончательных листочков перистые, сливаются в общую краевую жилку. Жилки более высокого порядка создают сетчатый узор.

### Соцветия и цветки
Соцветие аморфофаллуса развивается после очередного периода покоя до появления нового листа и всегда единичное. Цветение продолжается около 2 недель и прекращается ещё до появления новых корней. За это время размер клубня Аморфофаллуса значительно уменьшается из-за большого расхода питательных веществ, необходимых для образования соцветия. Цветоножка от очень короткой до длинной, подобна черешкам.
Соцветие состоит из удлиненного или овального початка и «покрывала». Покрывало может быть опадающим или нет, едва свёрнутым и овальным или дифференцированным на трубку и пастинку, иногда с перетяжкой между ними; трубка может быть от колоколовидной формы до цилиндрической, внутри гладкой или продольно гофрированной, у основания покрыта плотными чешуйками или неровностями наподобие волосков, служащих в качестве ловушек для насекомых, или гладкая; пластинка покрывала от вертикальной до распростёртой, гладкая, ребристая или разнообрано волнистая, по краю украшенная оборками.
Початок короче или намного длиннее покрывала. Растения однодомные. Женская зона короче, равна или длиннее мужской. Мужская зона цилиндрическая, эллипсоидная, коническая или обратноконическая, обычно смежная с женской, иногда отделяемая стерильной зоной, которая может быть гладкой или состоять из призматических, полушаровидных или похожих на щетинки стерильных цветков. На конце початка обычно имеется стерильный придаток, иногда он отсутствует или уменьшен до величины пенька, вертикальный, иногда горизонтальный, изредка свисающий, очень изменчивый в форме, обычно более-менее конический или цилиндрический, изредка более-менее шаровидный, иногда на ножке или суженный в основании, обычно гладкий или состоит из стаминодийных структур у основания или полностью покрыт стаминодиями, иногда сморщенный, изредка опушённый, иногда сильно и неравномерно сплюснутый.

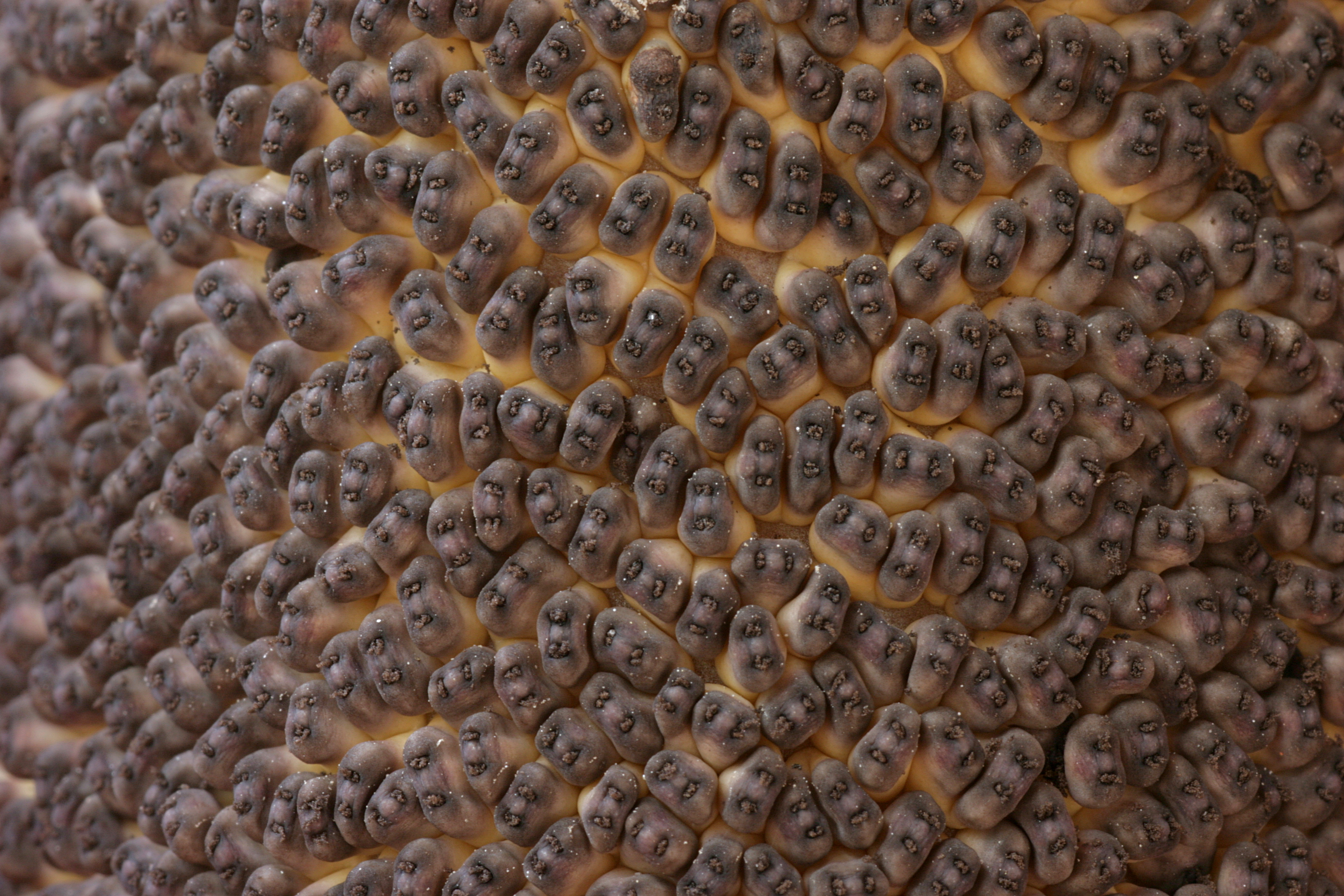
Аморфофаллус коньяк, мужские цветки

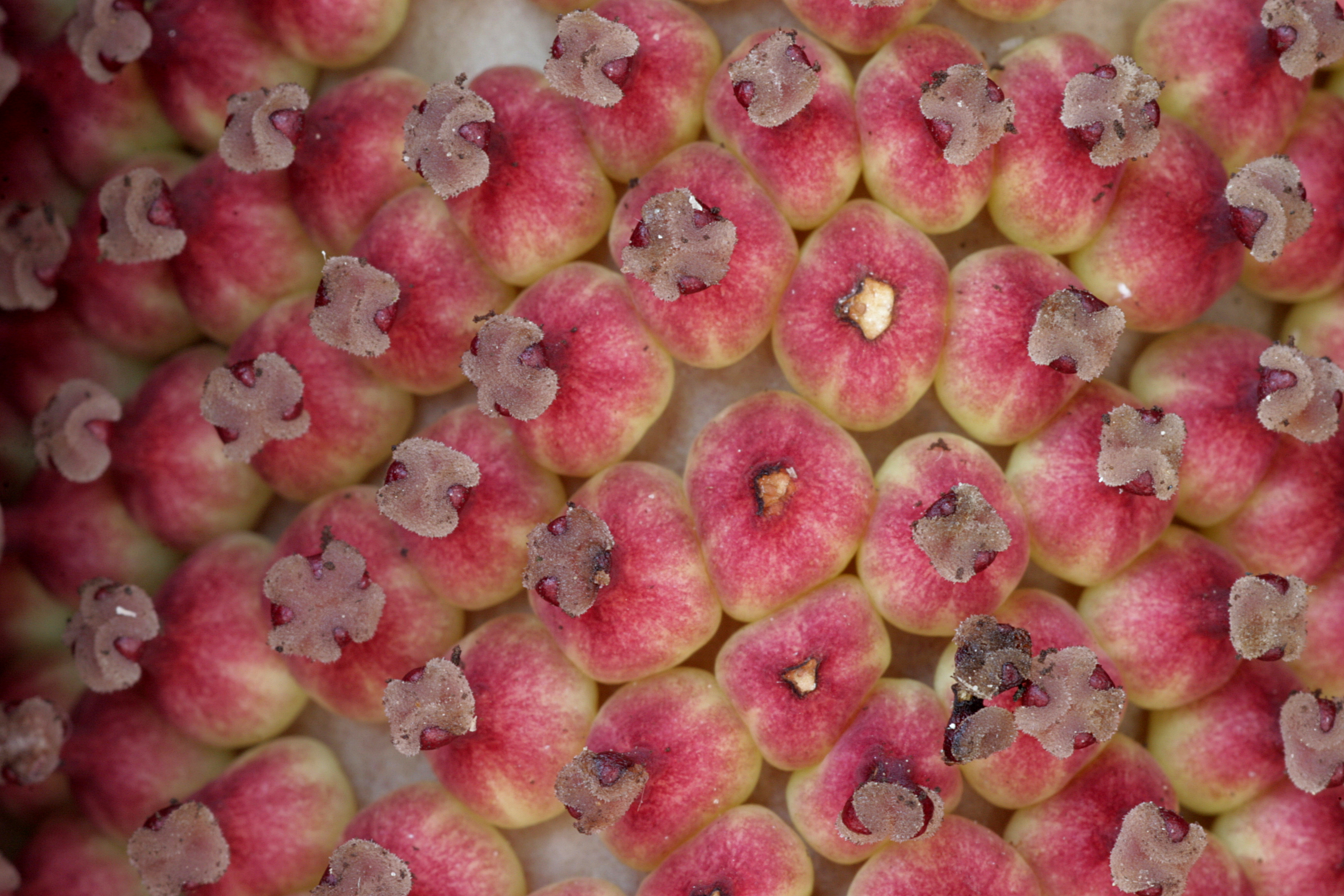
Аморфофаллус коньяк, женские цветки

Цветки однодомные, без околоцветника. Мужской цветок: тычинки в числе 1—6, свободные или сросшиеся у цветков, расположенных у основания початка, или у всех, короткие; нити отсутствуют или нет; связник довольно толстый; теки обратнояйцевидные или продолговатые, располагаются напротив друг друга, лопаются верхушечными (изредка боковыми) порами или поперечным разрезом. Пыльца в поллиниях, в основном от эллипсоидных до продолговато-эллипсоидных, иногда сферических или полусферических, от среднего размера до большого (53 мкм); экзина полосчатая, полосчато-сетчатая, с бугорками или шипами.
Женский цветок: гинецей обычно стеснённый, иногда более-менее расставленный; завязь от полушаровидной до яйцевидной или обратнояйцевидной, одно-четырёх-гнёздная; в гнезде по одной анатропной семяпочке; фуникул от очень короткого до заметного вертикального; плацента от осевой до базальной; столбик от отсутствующего, короткого до очень длинного, от конического до цилиндрического; рыльце различной формы, или шаровидное, или 2—4-лопастное, звёздообразное или изредка точечное, иногда большое и ярко окрашенное.

### Опыление
Как только початок открывается, опыление должно произойти в тот же день. Соцветие зачастую испускает запах разлагающейся плоти, чтобы привлечь насекомых, однако существуют некоторые виды аморфофаллуса, выделяющие приятный запах. Пойманные в хитроумные ловушки, насекомые находятся внутри початка с целью сохранения принесённой ими пыльцы для женских цветков. Женские цветки остаются открытыми только один день, в то время как мужские цветы по-прежнему закрыты. Они открываются на следующий день, когда женские цветки уже не восприимчивы, чтобы избежать самоопыления. Мужские цветки выбрасывают свою пыльцу на пойманных насекомых, после чего насекомые освобождаются, и могут опылять другой цветок. Аморфофаллусы используются в качестве пищи некоторыми личинками чешуекрылых (бабочки и моль).

### Плоды
Опылённые цветы затем развиваются в шаровидные ягоды. Они могут быть от оранжевых до красных, изредка белыми или синими, одно- или многосемянными. Соплодие более-менее цилиндрическое.
Семена эллипсоидные; теста гладкая, тонкая; зародыш большой, с несколько зеленоватой поверхностью; эндосперм отсутствующий.

## Практическое использование
Клубни аморфофаллуса широко используются в традиционной японской кухне для приготовления супов или для добавления в тушёные блюда. Из них также делают муку для лапши и желатиноподобное вещество, из которого затем делают особые тофу.
В медицине клубни аморфофаллуса используются как сырьё для изготовления диабетических продуктов.

## Виды
По информации базы данных The Plant List (2013), род включает 198 видов
.
Некоторые виды:
- Amorphophallus campanulatus Decne. typus[2] — Аморфофаллус колокольчатый
- Amorphophallus gigas Teijsm. & Binn. — Аморфофаллус гигас
- Amorphophallus konjac K.Koch — Аморфофаллус коньяк
- Amorphophallus titanum Becc. — Аморфофаллус титанический, обладает крупнейшим соцветием из известных на нашей планете.